# Digital mobile radio
Digital mobile radio (DMR) er en digital radiostandard for tale- og datatransmission i privatradio og i ikke-offentlige radionetværk. DMR blev skabt af European Telecommunications Standards Institute (ETSI), og er designet til at være billigt og nemt at bruge.
DMR blev designet med tre niveauer. DMR tiers I og II (konventionelle) blev udgivet i 2005, og DMR tier III (trunked version) blev udgivet i 2012, hvor producenterne producerede produkter inden for et par år efter hver udgivelse.
Standardens primære mål er at specificere et digitalt system med lav kompleksitet, lave omkostninger og interoperabilitet på tværs af mærker, så radiokommunikationskøbere ikke er låst til en proprietær løsning. I praksis, givet det nuværende begrænsede omfang af DMR-standarden, har mange leverandører introduceret proprietære funktioner, der gør deres produktudbud ikke-interoperable med andre mærker.
ETSI ikke har specificeret en specifik DMR-vocoder/codec, så man (producenter eller radioamatører) kan selv vælge andre.
Man kan fx anvende den royalty fri codec Opus fra IETF, der fås som fri software - eller Codec 2 som er patentfri og open source.
DMR er sammen med P25 fase II og NXDN de vigtigste konkurrentteknologier til at opnå 6,25 kHz ækvivalent båndbredde ved hjælp af den proprietære AMBE+2 codec. DMR og P25 II bruger begge to-slot TDMA i en 12,5 kHz kanal, mens NXDN bruger diskrete 6,25 kHz kanaler ved hjælp af frekvensdeling, og TETRA bruger en fire-slot TDMA i en 25 kHz kanal.

## Specifikationer
DMR-grænsefladen er defineret af følgende ETSI-standarder:
- TS 102 361-1: Air interface protocol
- TS 102 361-2: Voice and General services and facilities
- TS 102 361-3: Data protocol
- TS 102 361-4: Trunking protocol

DMR-standarden fungerer inden for den eksisterende 12,5 kHz kanalafstand, der bruges i landmobile frekvensbånd globalt, men opnår to talekanaler gennem to-slot TDMA-teknologi bygget op omkring en 30 ms struktur. Modulationen er 4-state FSK, som skaber fire mulige symboler over luften med en hastighed på 4.800 symboler/s, svarende til 9.600 bit/s. Efter overhead, forward error correction (FEC) og opdeling i to kanaler er der 2.450 bit/s tilbage for en enkelt stemmekanal ved brug af DMR, sammenlignet med 4.400 bit/s ved brug af P25 og 64.000 bit/s med traditionelle telefonkredsløb.
Standarderne er stadig (fra slutningen af 2015) under udvikling, og der foretages løbende revisioner, efterhånden som flere systemer implementeres og forbedringer opdages. Det er meget sandsynligt, at der vil blive foretaget yderligere justeringer af standarden, hvilket vil nødvendiggøre firmwareopgraderinger til terminaler og infrastruktur i fremtiden for at drage fordel af disse nye forbedringer, med potentielle inkompatibilitetsproblemer, hvis dette ikke gøres.
DMR dækker RF-området 30 MHz til 1 GHz.
Der er DMR-implementeringer (fra begyndelsen af 2016), der fungerer så lavt som 66 MHz (inden for EU, i 'Lo-Band VHF' 66–88 MHz.)
DMR Association og producenter hævder ofte, at DMR har overlegen dækningsydelse i forhold til analog FM.[kilde mangler] Forward error correction kan opnå en højere stemmekvalitet, når modtagesignalet stadig er relativt højt. I praksis er digitale modulationsprotokoller imidlertid meget mere modtagelige for multipath-interferens og yder ikke service i områder, hvor analog FM ellers ville levere forringet, men hørbar taletjeneste. Ved en højere stemmekvalitet udkonkurrerer DMR analog FM med omkring 11 dB. Men ved en lavere stemmekvalitet overgår analog FM DMR med omkring 5 dB.
Hvor digital signalbehandling (DSP) er blevet brugt til at forbedre den analoge FM-lydkvalitet, så overgår analog FM generelt DMR i alle situationer, med en typisk 2-3 dB forbedring for "høj kvalitet" stemme og omkring 5 dB forbedring for "lavere kvalitet" stemme.[kilde mangler] Hvor digital signalbehandling bruges til at forbedre analog FM-lyd, er den overordnede "leverede lydkvalitet" også betydeligt bedre end DMR.[kilde mangler] DSP-behandling af analog FM-lyd fjerner dog ikke 12,5 kHz-kravet, så DMR er stadig mere spektralt effektivt.

## DMR Tiers

### DMR Tier I
DMR Tier I-produkter er til licensfri brug i det europæiske PMR446-bånd. Tier I-produkter er kun specificeret til ikke-infrastrukturbrug (dvs. uden brug af repeatere). Denne del af standarden sørger for forbrugerapplikationer og laveffekt kommercielle applikationer, der bruger en maksimal 0,5 watt RF-effekt.
Bemærk, at en licensfri tildeling ikke er til stede på denne frekvens uden for Europa, hvilket betyder, at PMR446-radioer inklusive DMR Tier I-radioer kun kan bruges lovligt i andre lande, når en passende radiolicens er opnået af operatøren.
Nogle DMR-radioer solgt af kinesiske producenter (især Baofeng) er blevet forkert mærket som DMR Tier I. En DMR Tier I-radio ville kun bruge de PMR446-licensfrie frekvenser og ville have en maksimal sendeeffekt på 0,5 W som krævet ved lov til alle PMR446-radioer.
Selvom DMR-standarden tillader Tier I DMR-radioer at bruge kontinuerlig transmissionstilstand, bruger alle kendte Tier I-radioer i øjeblikket TDMA, det samme som Tier II. Dette skyldes sandsynligvis de batteribesparelser, der følger med at sende kun halvdelen af tiden i stedet for kontinuerligt.

### DMR Tier II
DMR Tier II dækker licenserede konventionelle radiosystemer, mobiler og håndbærbare, der opererer i PMR-frekvensbånd fra 66-960 MHz. ETSI DMR Tier II-standarden er rettet mod de brugere, der har brug for spektral effektivitet, avancerede stemmefunktioner og integrerede IP-datatjenester i licenserede bånd til højeffektkommunikation. En række producenter har DMR Tier II-kompatible produkter på markedet. ETSI DMR specificerer to slot TDMA i 12,5 kHz kanaler for Tier II og III.

### DMR Tier III
DMR Tier III dækker trunking-drift i frekvensbånd 66–960 MHz. Tier III understøtter tale- og korte beskedhåndtering svarende til TETRA med indbygget 128 tegn statusbeskeder og korte beskeder med op til 288 bit data i en række forskellige formater. Den understøtter også pakkedatatjeneste i en række forskellige formater, herunder understøttelse af IPv4 og IPv6. Tier III-kompatible produkter blev lanceret i 2012. I april 2013 deltog Hytera i færdiggørelsen af DMR Tier III interoperabilitetstesten (IOP).

## DMR-forening
I 2005 blev der dannet et memorandum of understanding (MOU) med potentielle DMR-leverandører, herunder Tait Communications, Fylde Micro, Selex, Motorola, Hytera, Sanchar Communication, Vertex Standard, Kenwood og Icom for at etablere fælles standarder og interoperabilitet. Mens DMR-standarden ikke specificerer vocoderen, blev MOU-medlemmer enige om at bruge halvhastigheds DVSI Advanced Multi-Band Excitation (AMBE) vocoder for at sikre interoperabilitet. I 2009 oprettede MOU-medlemmerne DMR Association for at arbejde på interoperabilitet mellem leverandørers udstyr og for at give information om DMR-standarden. Formel interoperabilitetstest har fundet sted siden 2010. Resultaterne er offentliggjort på DMR Associations hjemmeside. Der er cirka 40 medlemmer af DMR-foreningen.
Standarden giver DMR-producenter mulighed for at implementere yderligere funktioner oven i standarderne, hvilket har ført til praktiske problemer med ikke-interoperabilitet mellem mærker, i strid med DMR MOU.

## Radioamatørbrug
DMR bruges på amatørradio VHF- og UHF-båndene, startet af DMR-MARC omkring 2010.[kilde mangler] FCC godkendte officielt brugen af DMR af amatører i 2014. I amatørrum tildeles og administreres koordinerede DMR-identifikationsnumre af amatører af RadioID Inc. Deres koordinerede database kan uploades til DMR-radioer for at vise navn, kaldesignal og placering af andre operatører. Internetforbundne systemer såsom DMR-MARC, DV Scotland Phoenix Network, BrandMeister-netværk, TGIF, FreeDMR, Extended Freedom Network og flere andre (inklusive flere tidligere lukkede klynger, som nu forbinder til større netværk for at få adgang til bredt område), giver brugerne mulighed for at kommunikere med andre brugere rundt om i verden via tilsluttede repeatere, eller DMR "hotspots" ofte baseret på Raspberry Pi single-board computer. Der er i øjeblikket mere end 5.500 repeatere og 16.000 "hotspots" knyttet til BrandMeister-systemet på verdensplan. De lave omkostninger og stigende tilgængelighed af internetforbundne systemer har ført til en stigning i DMR-brug på amatørradiobåndene. Udviklingen af Raspberry Pi-baserede hotspots, ofte dem der bruger Pi-Star-softwaren, har gjort det muligt for brugere at forbinde deres radioer til et eller flere internetforbundne systemer på samme tid. DMR-hotspots er ofte baseret på open source Multimode Digital Voice Modem, eller MMDVM, hardware med firmware udviklet af Jonathan Naylor.